# Tsentralni (Lugansk)
Tsentralni (en ucraniano: Центральний, romanizado: Tsentralnyi; en ruso: Центральный) es un asentamiento urbano ucraniano perteneciente al óblast de Lugansk. Situado en el este del país, hasta 2020 era parte del raión de Perevalsk, pero hoy es parte del raión de Alchevsk y del municipio (hromada) de Alchevsk. Sin embargo, según el sistema administrativo ruso que ocupa y controla la región, Tsentralni sigue perteneciendo al raión de Perevalsk.
El asentamiento se encuentra ocupado por Rusia desde la guerra del Dombás, siendo administrado como parte de la de facto República Popular de Lugansk y luego ilegalmente integrado en Rusia como parte de la República Popular de Lugansk rusa.

## Geografía
Tsentralni está 20 km al suroeste de Perevalsk y 58 km al oeste de Lugansk.

## Historia
Tsentralni se fundó en 1928 como Selishche imeni Demichenko, se le cambió el nombre a su nombre actual en 1959. Tsentralni recibió el estatus de asentamiento de tipo urbano en 1987.
En mayo de 1995, el Gabinete de Ministros de Ucrania aprobó la decisión de privatizar la granja avícola Chernujinskaya ubicada aquí.
En 2014, durante la guerra del Dombás, los separatistas prorrusos tomaron el control de Tsentralni y desde entonces está controlado por la autoproclamada República Popular de Lugansk.

## Demografía
La evolución de la población entre 1989 y 2022 fue la siguiente:
| 1153                                                          | 847 | 832 | 805 | 796 |
| (Fuente: Cities & Towns of Ukraine y UKRAINE: Größere Städte) |     |     |     |     |

Según el censo de 2001, la lengua materna de la mayoría de los habitantes, el 53,59%, es el ruso; del 45,54% es el ucraniano.